# Musikantenland-Museum

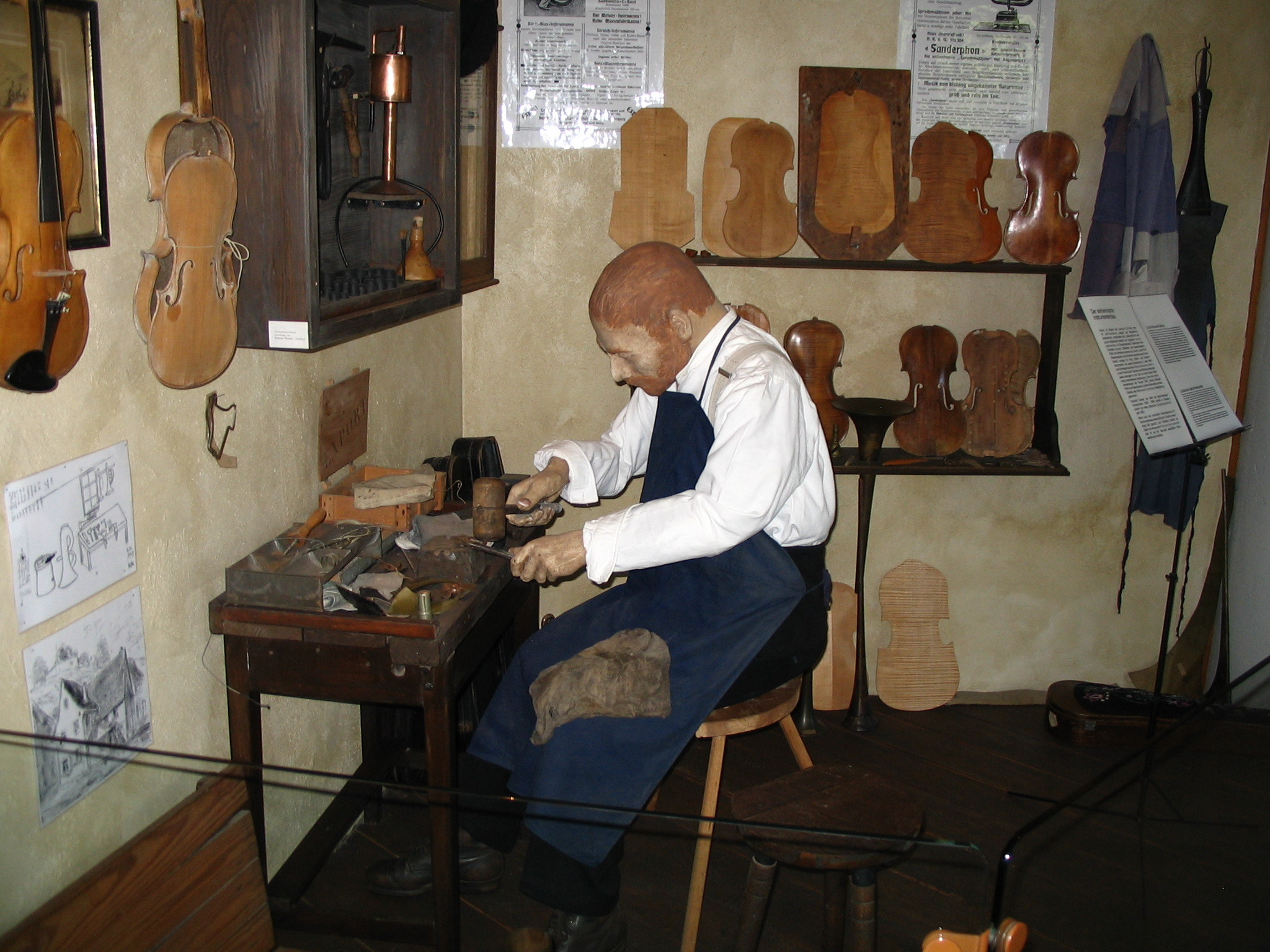
Instrumentenbauer in seiner Werkstatt

Das Pfälzer Musikantenland-Museum auf Burg Lichtenberg bei Thallichtenberg im Landkreis Kusel dokumentiert die Geschichte des Pfälzer Wandermusikantentums, dessen Blütezeit zwischen 1850 und dem Ersten Weltkrieg lag.

## Ausstellung
Gezeigt werden unter anderem historisches Notenmaterial, Fotos der Musikkapellen und Musiker sowie Reisesouvenirs aus fremden Ländern. Neben einer umfangreichen Sammlung von Musikinstrumenten, die mit den Wandermusikanten einst die ganze Welt bereisten, wird auch die Arbeit der Instrumentenbauer, damals ein blühender Handwerkszweig, dokumentiert. Mehrere Figurengruppen zeigen das Leben der Musikanten und ihrer Familien. Die Exponate stammen aus dem Nachlass der Musikanten. Auch Musikaufnahmen der Werke der Wandermusikanten können von den Besuchern angehört werden. Das Museum verfügt ferner über ein historisches Bildarchiv, ein Literaturarchiv sowie ein Archiv handgeschriebener Noten, die auf Anfrage für Recherchen genutzt werden können.

## Geschichte
Das Pfälzer Musikantenland-Museum wurde 1984 in der Zehntscheune der Burg Lichtenberg (Pfalz) im Musikantenland eröffnet. Initiiert wurde es durch den Kuseler Musikpädagogen und Regionalhistoriker Paul Engel, dem langjährigen Leiter des Musikvereins Kusel (Westpfälzisches Symphonieorchester) sowie Musikantenland-Preisträger. Paul Engel, selbst Nachfahre einer Wandermusikantenfamilie, forscht akribisch zur Thematik und pflegt mit seinen Arbeiten die Erinnerung an die regionale Musiktradition.